# Микаелян, Арсен Сейранович
Арсен Сейранович Микаелян (арм. Արսեն Սեյրանի Միքայելյան; род. 11 июня 1982, Степанакерт) — государственный деятель непризнанной Нагорно-Карабахской Республики, депутат Национального собрания НКР 5-го созыва (2010—2015).

## Биография
Родился 11 июня 1982 года в городе Степанакерте. В 1999 году окончил степанакерскую среднюю школу № 9. В 2003 году окончил экономический факультет Арцахского государственного университета (АрГУ), а в 2005 году — магистратуру Ереванского государственного университета (ЕГУ), получив степень магистра по экономики.
В 2003 году принят на работу в «Армэкономбанк» в качестве специалиста главного управления, в 2004 году назначен передовым специалистом кредитного отдела. В 2005 году работал в «Ардшининвестбанке» в качестве главного специалиста. В 2005 году был назначен управляющим Степанакертским филиалом «Ардшининвестбанка». В 2007 году по совместительству назначен начальником территориального отдела региона.
В 2007—2008 годах преподавал в АрГУ на кафедре экономики. В 2007—2009 годах работал главным директором «Международного бизнесцентра». С января 2012 года — председатель совета компании «Блесс».
В 2012 году Микаеляну была присвоена учёная степень кандидата экономических наук.
С апреля по октябрь 2013 года занимал различные должности в «Армбизнесбанке», председателем правления которого был назначен 10 октября 2013 года.
С октября 2016 года являлся директором благотворительного фонда «Виталий Григорьянц» (по совместительству). С 1 декабря 2016 года — директором компании «Джи Эм Холдинг» (по совместительству).
Женат, имеет двоих детей.

## Политическая деятельность
23 мая 2010 года на парламентских выборах национального собрания был избран депутатом НКР по 6 мажоритарному округу. Бывший член постоянной комиссии по вопросам финансов, бюджена и экономического правления. Бывший член партии «Свободная Родина» («Азат Айреник») и фракции «Родина».
В 2012 году был назначен и до мая 2013 года выполнял обязанности советника премьер-министра НКР.

## Награды
За заслуги перед банковской системой НКР награждён золотой медалью.